# Франк (социална мрежа)
Франк е социална мрежа, създадена в САЩ на 19 април 2021 г. Сайтът е разработен от изпълнителния директор на MyPillow Майк Линдел и носи заглавието „гласът на свободата на словото“. Създаден е като алтернативна услуга, привлекателна за потребители, недоволни от други социални медии. Линдел описва мрежата като „комбинация YouTube – Twitter“.

## История
Линдел обявява плановете си да пусне Франк в началото на март 2021 г., след като е работил върху платформата в продължение на четири години. Отначало сайтът е наречен „Vocl“ с домейн Vocl.com, но след заплаха от Creatd, която притежава уебсайт с име „Vocal“, Линдел променя името на „Frank“.
Линдел, като поддръжник на бившия президент на САЩ Доналд Тръмп, заявява, че критики към Тръмп ще бъдат позволени във Франк. Услугата няма да разрешава използването на псувни, споделяне или разпространение на порнография, както и смъртни заплахи. Линдел пуска видеоклип, с който забранява употребата на „c-word“, „n-word“, „f-word“ или „използването на Божието име напразно“.
Регистрацията за ранен „VIP“ достъп до Франк стартира на 14 април 2021 г., въпреки че много потребители съобщават, че не са поканени в полунощ същата вечер, както е обявено. На 17 април Линдел обявява, че VIP достъпът се отлага за 18 април и че сайтът започва работа в 8:00 ч. CDT (13:00 UTC) на 19 април.
Франк прави VIP достъпа до сайта свободен на 19 април, след продължително прекъсване, като според Линдел е „масивна атака“ от страна на Parler. Сайтът показва обещания 48-часов „Frankathon“ на живо, с участието на Линдел и гости. Една от темите е контраискът на MyPillow срещу Dominion Voting Systems за 1,6 милиарда долара, като Алън Дершовиц представлява MyPillow.